# Matsushima (Miyagi)
Matsushima (松島町 Matsushima-machi?) es un pueblo localizado en la prefectura de Miyagi, Japón. En octubre de 2018 tenía una población de 13.758 habitantes y una densidad de población de 257 personas por km². Su área total es de 53,56 km².

## Geografía

### Municipios circundantes
- Prefectura de Miyagi
  - Higashimatsushima
  - Misato
  - Ōsaki
  - Ōsato
  - Rifu

## Demografía
Según datos del censo japonés, la población de Matsushima ha disminuido en los últimos años.
| Año del censo | Población |
| ------------- | --------- |
| 1995          | 17.344    |
| 2000          | 17.059    |
| 2005          | 16.193    |
| 2010          | 15.085    |
| 2015          | 14.421    |